# 科佐納茨

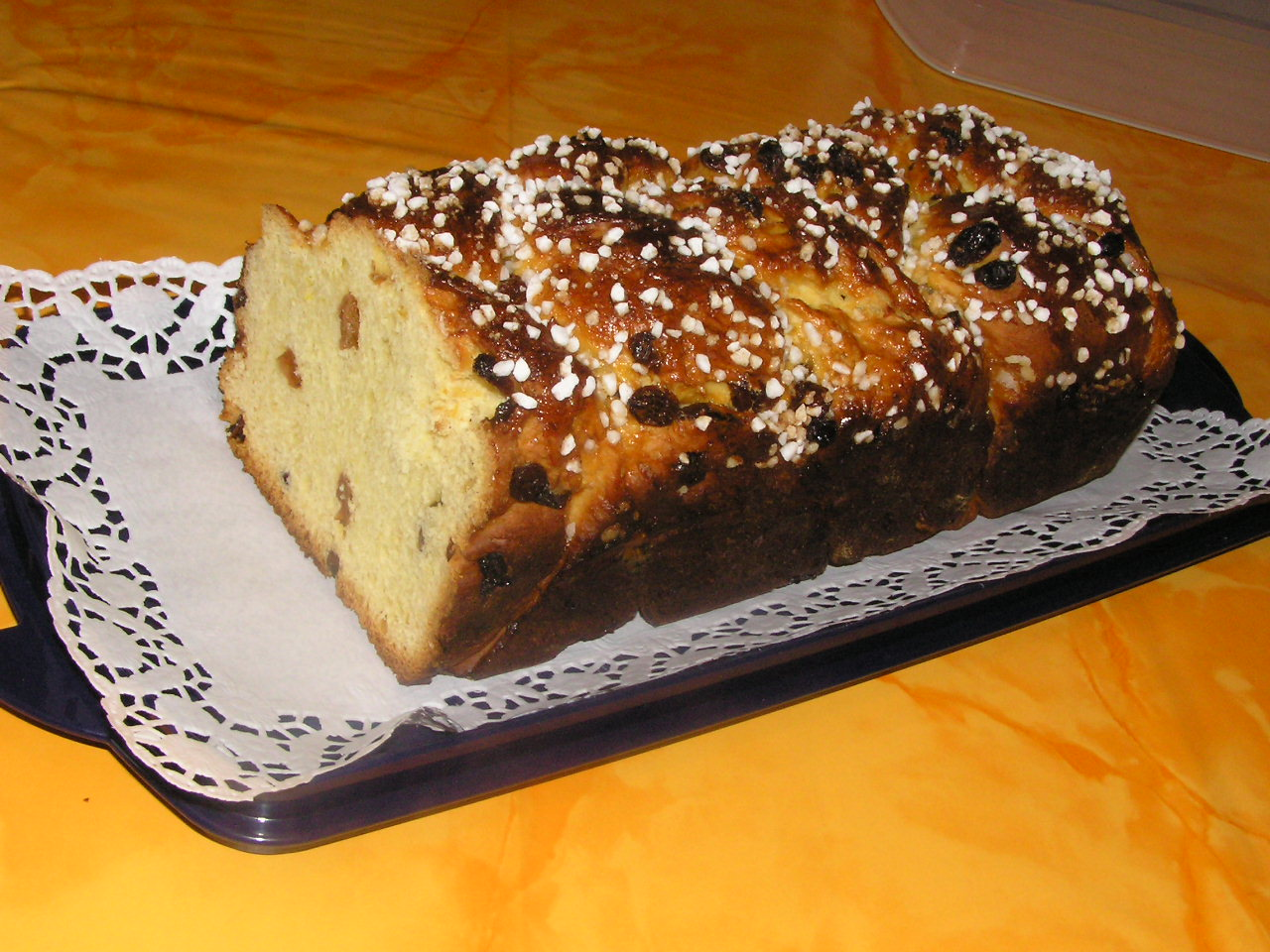

科佐納茨（羅馬尼亞語：Cozonac）是流行於羅馬尼亞和保加利亞的一種傳統甜麵包。科佐納茨是德式聖誕蛋糕的一種，在保加利亞通常在復活節時食用，在羅馬尼亞和摩爾多瓦則在重大節日（聖誕節、復活節、元旦、五旬節）時食用。